# Niederbolheim
Niederbolheim ist ein Ortsteil des Kerpener Stadtteils Blatzheim im Rhein-Erft-Kreis in Nordrhein-Westfalen.

## Lage
Niederbolheim liegt am Neffelbach an der Grenze zum Kreis Düren direkt an der Gemeinde Nörvenich.
Neben Niederbolheim verläuft eine alte römische Heerstraße, die von Neuss nach Zülpich und weiter in die Eifel führte (Römerstraße Trier–Neuss). Der Verlauf entspricht in etwa der heutigen Bundesstraße 477.
Direkt neben dem Ort liegt der Fliegerhorst Nörvenich.

## Burg Niederbolheim

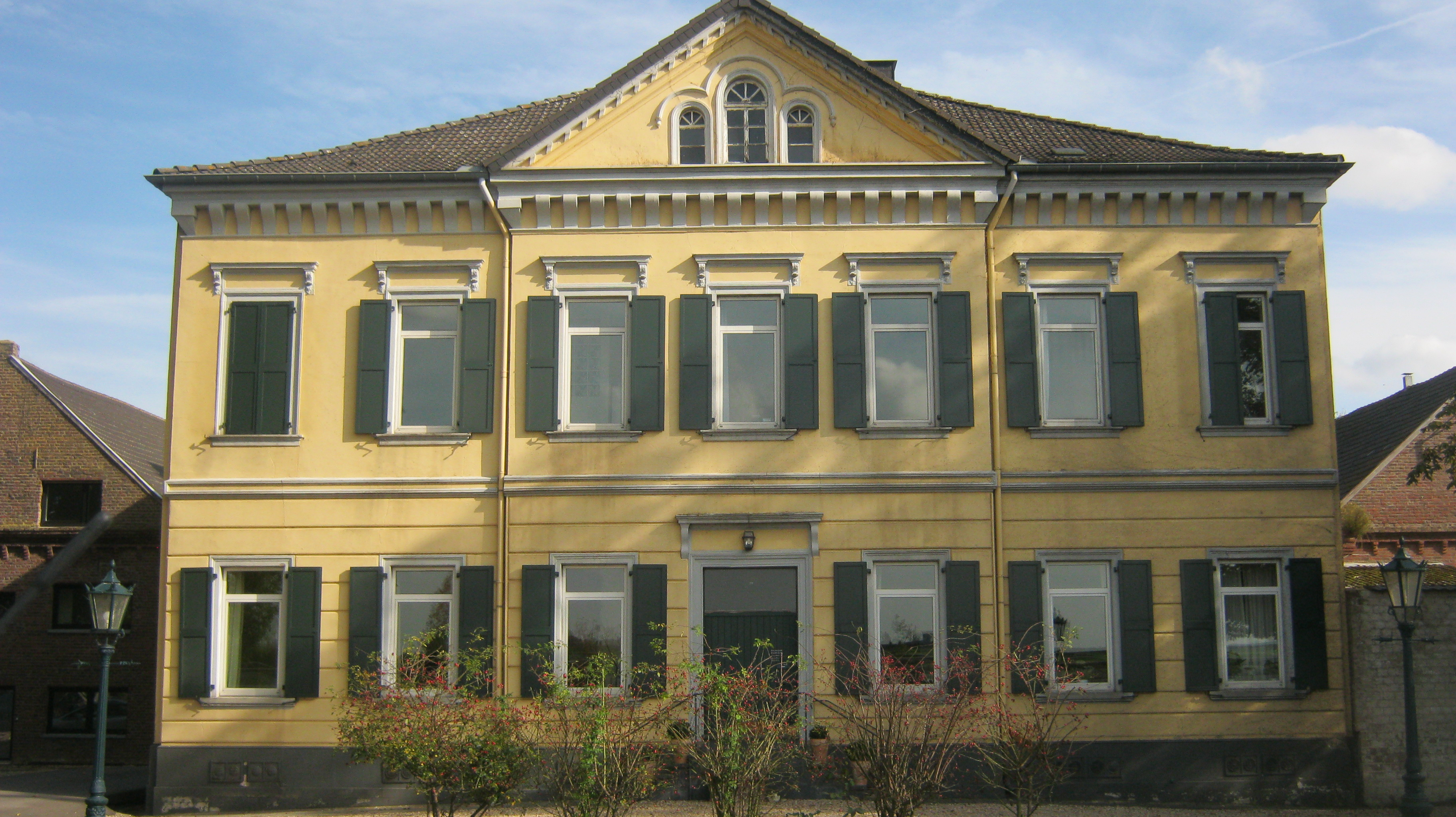
Die Burg Niederbolheim

Die Burg Niederbolheim wurde 1341 als castrum Boylnheym erstmals erwähnt. Die Burg war eine Motte, Sitz der Ritter von Bolheim. Späterer Besitzer waren die Spies von Büllesheim. Daher auch der Name Spiesburg. Heute wird der an der B 477 gelegene, 1870 erbaute Gutshof als Burg Niederbolheim bezeichnet.

## Gutshöfe
In Niederbolheim gibt es zwei große Hofanlagen, den Wirtgeshof und den Antoniterhof, der vom Kloster Steinfeld an das Kölner Antoniterkloster kam, zu dem er von 1372 bis 1802 gehörte.

## Kapelle
Die Marienkapelle ist ein kleiner Backsteinbau mit dreiseitigem Schluss.

## Verkehr
Der Ort wurde schon im Jahr 1905 von der Bergheimer Kreisbahn bei der Erweiterung der Bahnstrecke (Frechen-)Benzelrath – Mödrath – Kerpen – Blatzheim an den Bahnverkehr angeschlossen. Bis zum Anfang der 1960er Jahre gab es noch einen Haltepunkt der Bundesbahn. Seit 1924 war die Bahnlinie bis Nörvenich durchgeführt.
Das derzeitige ÖPNV-Angebot in Niederbolheim ist äußerst bescheiden. Es verkehrt nur jeweils eine Fahrt im Schülerverkehr auf der VRS-Buslinie 933 der Rhein-Erft-Verkehrsgesellschaft zu den Schulen in Kerpen und Sindorf.
| Linie | Verlauf                                                                                                   |
| ----- | --- |
| 933   | Buir / Niederbolheim – Blatzheim – Bergerhausen – Manheim-neu – Langenich – Kerpen – Sindorf Schulzentrum |

## Sonstiges
- In Niederbolheim lag die Gaststätte F 104, wo der erste Fanclub von Paul Panzer beheimatet war. Der Besitzer verstarb im Februar 2022 im Alter von 76 Jahren (https://blatzheim-online.de/Erinnerungen-an-ein-original).
- Die Niederbolheimer haben zum Ende des 20. Jahrhunderts versucht, eine Umsiedlung des Ortes wegen des Fluglärms vom Fliegerhorst, wie damals im Nachbarort Oberbolheim geschehen, zu erreichen, scheiterten aber.
- Das Hotel und Restaurant Villa Sophienhöhe ragt hoch über den Ort hervor. Es wird von Werner Stump, dem ehemaligen Landrat des Rhein-Erft-Kreises, betrieben, dessen Restaurant in Etzweiler dem Tagebau Hambach weichen musste.